# Faculdade de Direito da Universidade do Texas
A Faculdade de Direito da Universidade do Texas (em inglês: Texas Law) é a faculdade de direito da Universidade do Texas em Austin, uma universidade pública sediada em Austin, no Texas. De acordo com as divulgações da American Bar Association (ABA) dos alunos da Texas Law, 87,20% da turma de 2022 obteve um emprego a tempo integral e a longo prazo (ou seja, como advogado) nove meses após a graduação.
No ano de 2017, a escola contava com 19 000 antigos alunos. Entre os seus antigos alunos inclui-se o antigo juiz do Suprema Corte dos Estados Unidos e Procurador-Geral dos Estados Unidos Tom C. Clark; o antigo Secretário de Estado dos Estados Unidos James Baker; o antigo Secretário do Tesouro dos Estados Unidos Lloyd Bentsen; o antigo Conselheiro Sénior da Casa Branca Paul Begala; o antigo Presidente da Câmara dos Representantes dos Estados Unidos Sam Rayburn; a antiga litigante Sarah Weddington, que representou Jane Roe no histórico caso Roe v Wade; e Wallace B. Jefferson, o primeiro afro-americano a ser Presidente do Suprema Corte do Texas. 

## História

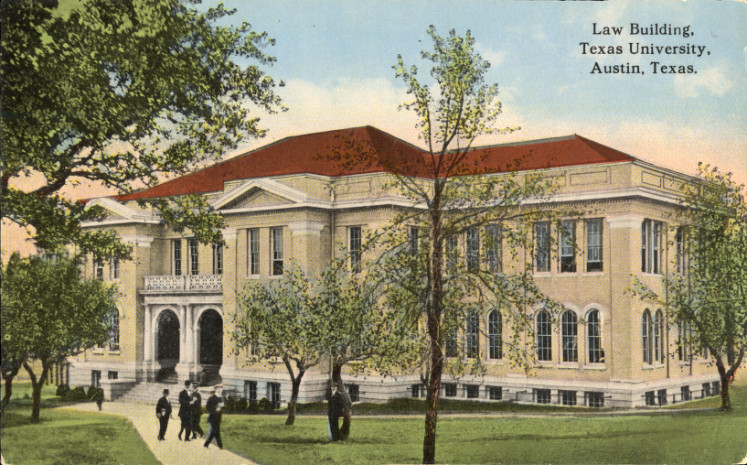
Ilustração do Edifício de Direito em um cartão postal (1908–1924).

A Faculdade de Direito da Universidade do Texas foi fundada no ano de1883. Antes do Movimento dos direitos civis dos negros nos Estados Unidos, a escola estava limitada a estudantes brancos, mas as políticas de admissão da escola foram contestadas em duas direções diferentes em processos judiciais federais de grande visibilidade no século XX, que foram importantes para a longa luta contra a segregação, a integração e a diversidade no ensino americano.

### Caso Sweatt v. Painter
A faculdade foi processada no caso de direitos civis Sweatt v. Painter, em 1950. O caso envolvia Heman Marion Sweatt, um homem negro que teve sua admissão recusada na faculdade com a justificativa de que instalações equivalentes (atendendo aos requisitos de Plessy v. Ferguson) eram oferecidas pela escola de direito do estado exclusivamente para negros. Quando o autor do processo se candidatou pela primeira vez à Universidade do Texas, não havia nenhuma escola de direito no Texas que admitisse negros. Em vez de conceder um mandado judicial ao autor, o tribunal de primeira instância do Texas "suspendeu" o caso por seis meses para dar tempo ao estado de criar uma escola de direito para negros, a qual foi desenvolvida em Houston.
A Suprema Corte dos Estados Unidos reverteu a decisão do tribunal inferior, afirmando que a escola separada falhou em oferecer a Sweatt uma educação jurídica igual. O tribunal observou que a Escola de Direito da Universidade do Texas tinha 16 professores em tempo integral e três em tempo parcial, 850 alunos e uma biblioteca jurídica com 65.000 títulos, enquanto a escola separada criada pelo estado para negros tinha cinco professores em tempo integral, 23 alunos e uma biblioteca com 16.500 títulos. Porém, o tribunal afirmou que ainda "mais importantes" do que essas diferenças quantitativas eram as diferenças como "reputação do corpo docente, experiência da administração, posição e influência dos ex-alunos, prestígio na comunidade, tradições e prestígio". Como a escola separada não podia fornecer uma educação "igual", o tribunal ordenou que Heman Sweatt fosse admitido na Escola de Direito da Universidade do Texas.
Sweatt v. Painter foi o primeiro grande caso teste na estratégia de litígios de longo prazo de Thurgood Marshall e do Fundo educacional e de Defesa jurídica da NAACP que levou à histórica decisão da Suprema Corte no caso Brown v. Board of Education em 1954. Marshall e o NAACP calcularam corretamente que poderiam desmantelar a segregação construindo uma série de precedentes, começando na Escola de Direito do Texas, antes de avançar para a questão mais explosiva da integração racial nas escolas primárias.

### Hopwood v. Texas(1996)
No ano de 1992, a autora Cheryl Hopwood, uma mulher branca estadunidense, processou a escola alegando que não havia sido admitida, apesar de suas notas e pontuações em testes serem melhores do que as de alguns candidatos de minorias que foram admitidos por meio de um programa de ação afirmativa. O editor da revista Texas Monthly, Paul Burka, mais tarde descreveu Hopwood como "a autora perfeita para questionar a justiça da discriminação reversa" devido a suas credenciais acadêmicas e às dificuldades pessoais que ela havia enfrentado (incluindo uma filha pequena que sofria de uma doença muscular).
Com seu advogado Steven Wayne Smith, que posteriormente tornou-se membro da Suprema Corte do Texas em mandato de dois anos, Hopwood venceu o caso, Hopwood v. Texas, no Tribunal de Apelações dos Estados Unidos para o Quinto Circuito, que decidiu que a escola "não pode usar a raça como um fator para decidir quais candidatos admitir para alcançar um corpo estudantil diversificado, combater os efeitos percebidos de um ambiente hostil na escola de direito, melhorar a reputação da escola de direito na comunidade minoritária ou eliminar quaisquer efeitos presentes de discriminação passada por atores que não a escola de direito". O caso não chegou à Suprema Corte.
No entanto, a Suprema Corte decidiu em Grutter v. Bollinger (2003), um caso envolvendo a Universidade de Michigan, que a Constituição dos Estados Unidos "não proíbe o uso restrito da raça nas decisões de admissão da escola de direito para promover um interesse convincente em obter os benefícios educacionais decorrentes de um corpo estudantil diversificado". Isso efetivamente reverteu a decisão de Hopwood v. Texas.

## Admissões
A Texas Law está entre as escolas de Direito mais seletivas do país. Para a turma de 2019, 5.803 alunos candidataram-se e 1.017 (17,53%) foram aceitos. Dos alunos aceitos, 280 (27,53%) inscreveram-se. A turma matriculada em 2021 tem uma pontuação média no LSAT de 169. O GPA mediano para a turma matriculada é 3,80. As mulheres representam 57% da turma e 32% da turma se identificam como estudantes de minorias. A idade média da turma é de 24 anos. A Texas Law teve inscrições de alunos de 25 estados dos Estados Unidos para a turma de 2019, sendo os alunos de fora do estado do Texas representando 32% da turma. Enfatizando seu papel como instituição pública, a Texas Law é obrigada pela legislatura estadual a reservar 65% dos assentos em cada turma do primeiro ano para residentes do Texas.

## Rankings
Historicamente, a Texas Law foi classificada como a melhor faculdade de direito do estado do Texas e a 15ª melhor escola do país pelo site de notícias jurídicas Above the Law. Em ranking do U.S. News & World Report, a classificação mais usada e influente das faculdades de direito estadunidenses, classificaram a Texas Law como empatada com a 16ª melhor faculdade de direito do país em 2024.
Em 2020, a U.S. News & World Reportt ambém classificou o Texas como a 15ª melhor faculdade de direito dos Estados Unidos para o retorno sobre o investimento de um aluno. No ano anterior, em 2019, o Above the Law chegou a classificar a instituição como a classificou o Texas como a 12ª melhor faculdade de direito dos Estados Unidos.

## Publicações
Os estudantes da Faculdade de Direito da Universidade do Texas publicam treze revistas jurídicas:
- American Journal of Criminal Law

- Texas Environmental Law Journal

- Texas Hispanic Journal of Law and Policy

- Texas Intellectual Property Law Journal

- Texas International Law Journal

- Texas Journal of Oil, Gas & Energy Law

- Texas Journal of Women and the Law

- Texas Journal on Civil Liberties & Civil Rights

- Texas Law Review

- Texas Review of Entertainment and Sports Law

- Texas Review of Law and Politics

- The Journal of Law and Technology at Texas

- The Review of Litigation

## Centro Bernard e Audre Rapoport para os Direitos Humanos e a Justiça
O Centro Bernard e Audre Rapoport para os Direitos Humanos e a Justiça funciona como um ponto focal para a análise crítica e interdisciplinar para a prática dos direitos humanos e da justiça social. Foi fundado em 2004 pela professora Karen Engle, graças a uma doação da Fundação Bernard e Audre Rapoport à Faculdade de Direito da Universidade do Texas. Conta com mais de cem membros afiliados do corpo docente de várias escolas e departamentos da Universidade do Texas em Austin.
Em fevereiro de 2013, o Rapoport Center recebeu um aporte de 150 mil dólares, com duração de três anos, da Fundação de Caridade Creekmore e Adele Fath, para destacar a vida e a carreira de Frances Farenthold, uma política, ativista, advogada e educadora democrata americana, talvez mais conhecida por sua candidatura a governadora do Texas e por sua nomeação para vice-presidente na Convenção Nacional Democrata de 1972. O projeto documenta as contribuições de Farenthold para a política do Texas e dos EUA, para o movimento de paz das mulheres e para os direitos humanos e a justiça internacionais.
O Centro Rapoport trabalhará com o Dolph Briscoe Center for American History (onde se encontram os documentos de Farenthold) para processar e preservar esses documentos, digitalizar documentos e imagens de arquivo, produzir entrevistas gravadas em vídeo e expandir o conteúdo do site do Centro Rapoport.

## Centro para as Mulheres no Direito
No ano de 2008, a Faculdade de Direito anunciou a criação do Center for Women in Law, “Para eliminar as barreiras que têm impedido o avanço das mulheres na profissão jurídica nas últimas décadas e, assim, melhorar a profissão jurídica e a sua capacidade de servir uma sociedade cada vez mais diversificada e globalmente ligada.”

## Presença na Suprema Corte
Desde 2005, quatro ex-alunos do Texas atuaram como funcionários judiciais na Suprema Corte dos Estados Unidos. Esse registro coloca o Texas entre as 20 melhores faculdades de direito no fornecimento de funcionários judiciais no período de 2005 a 2017. O Texas colocou 35 funcionários na Suprema Corte dos Estados Unidos em sua história, ocupando a 13ª posição entre as faculdades de direito; esse grupo inclui Diane Wood (turma de 1975), que trabalhou para o juiz Harry Blackmun durante o mandato de 1976 e agora é juíza-chefe do Tribunal de Apelações do Sétimo Circuito dos Estados Unidos.

## Biblioteca Jurídica Tarlton
A Biblioteca de Direito de Tarlton é uma das maiores bibliotecas acadêmicas de direito dos Estados Unidos, com uma coleção física de mais de um milhão de volumes e amplos recursos eletrônicos. Além de uma coleção abrangente de materiais jurídicos primários e secundários dos Estados Unidos em formatos impressos e digitais, a Tarlton tem uma ampla coleção interdisciplinar de ciências sociais e humanas.
As coleções especiais da Tarlton incluem recursos significativos de direito estrangeiro e internacional; os documentos do ex-juiz da Suprema Corte dos Estados Unidos, Tom C. Clark; filmes de longa-metragem e ficção relacionados ao direito e à cultura popular; e o Gavel Archive, uma coleção de filmes de longa-metragem, programas de TV e ficção relacionados ao direito e à cultura popular, todos candidatos e vencedores do prestigioso Silver Gavel Award da American Bar Association.
A Tarlton é um depósito de documentos governamentais dos Estados Unidos, da União Europeia e do Canadá. Sua extensa coleção de livros jurídicos raros e antigos inclui coleções notáveis de dicionários jurídicos antigos, leis do Texas e as obras de John Selden.

## Pessoas notáveis

### Docentes

#### Corpo docente atual
- Philip Bobbitt – Anteriormente Presidente do Centenário de A.W. Walker na Universidade do Texas
- Robert M. Chesney – Reitor e Presidente da Cátedra James A. Baker III em Estado de Direito e Assuntos Mundiais, cofundador do blog Lawfare
- Dick DeGuerin – Professor adjunto de Direito Penal
- Karen Engle - Cadeira Minerva House Drysdale de Direito e Fundador e Co-diretor do Centro Bernard e Audre Rapoport para Direitos Humanos e Justiça
- Ward Farnsworth – Cátedra W. Page Keeton de Direito de Responsabilidade Civil
- Bryan A. Garner – V Professor associado convidado e diretor do Centro Texas/Oxford de Lexicografia Jurídica, de curta duração
- Douglas Laycock – Professor Distinto Robert E. Scott
- Sanford Levinson – W. St. John Garwood e W. St. John Garwood, Jr. Cátedra do Centenário
- Basil Markesinis – Professor Regente de Direito de Jamail
- Lawrence G. Sager –  Antigo reitor da University of Texas School of Law e titular da cadeira de regentes Alice Jane Drysdale Sheffield
- Stephen Vladeck –  Cátedra Charles Alan Wright em Tribunais Federais
- Abraham Wickelgren - Cátedra do Centenário de Direito Fred e Emily Marshall Wulff

#### Antigos professores
- Jack Balkin – Professor Knight de Direito Constitucional e da Primeira Emenda na Yale Law School
- Mitchell Berman – Professor de Direito na Escola de Direito da Universidade da Pensilvânia
- Ted Cruz – Senador dos EUA e ex-candidato presidencial; professor adjunto de Direito Constitucional
- Julius Getman – Professor e ativista em Direito do Trabalho e Emprego
- Lino Graglia – Professor Dalton Cross de Direito na Escola de Direito da Universidade do Texas
- Leon A. Green –  Realista jurídico americano e reitor da Escola de Direito da Universidade do Noroeste (1929–1947)
- W. Page Keeton – Advogado e reitor da Escola de Direito da Universidade do Texas por um quarto de século
- Brian Leiter – Professor Karl N. Llewellyn de Jurisprudência na Escola de Direito da Universidade de Chicago
- William Powers, Jr. – Ex-reitor da Escola de Direito da Universidade do Texas e ex-presidente da Universidade do Texas em Austin
- Elizabeth Warren – Senadora dos EUA e candidata presidencial
- Charles Alan Wright – Advogado constitucional americano e coautor do tratado de 54 volumes, Federal Practice and Procedure
- Mark Yudof –  Membro de longa data do corpo docente que mais tarde se tornou presidente do Sistema da Universidade da Califórnia, chanceler do Sistema da Universidade do Texas e presidente da Universidade de Minnesota